# Ubarana
Ubarana là một đô thị ở bang São Paulo của Brasil. 
Đô thị này nằm ở vĩ độ 21º09'56" độ vĩ nam và kinh độ 49º43'03" độ vĩ tây, trên khu vực có độ cao 458 m. 
Dân số Ubarana năm 2004 ước tính là 4.927 người.